# Algar
Algar es un municipio y localidad española de la provincia de Cádiz, en la comunidad autónoma de Andalucía. Cuenta con una población de 1436 habitantes (INE 2024). Se encuentra situado a una altitud de 212 metros y a 87 kilómetros de la capital de provincia, Cádiz. Forma parte de la Ruta de los pueblos blancos, junto al río Majaceite y está muy próximo al embalse de Guadalcacín. Pasa por ella la Cañada de la Sierra, con origen en Jerez de la Frontera.

## Toponimia
Algar, llamada Santa María de Guadalupe de Algar hasta 1842, se halla cerca del río Majaceite y de la Serranía de Ronda. Los topónimos que presentan Algar como primer o único elemento son muy frecuentes en toda la España arabizada. Podemos citar entre otros: Fuentes de Algar (Callosa d'En Sarria, Alicante), Algar de Mesa (Guadalajara), Algar de Palancia (Valencia), Poblado de Algar (Córdoba), Río Algar (Alicante), etc. En todos los casos tienen su origen del árabe al-gār, la cueva. Debe incluirse aquí el derivado romance diminutivo Algarinejo (Granada).

## Naturaleza

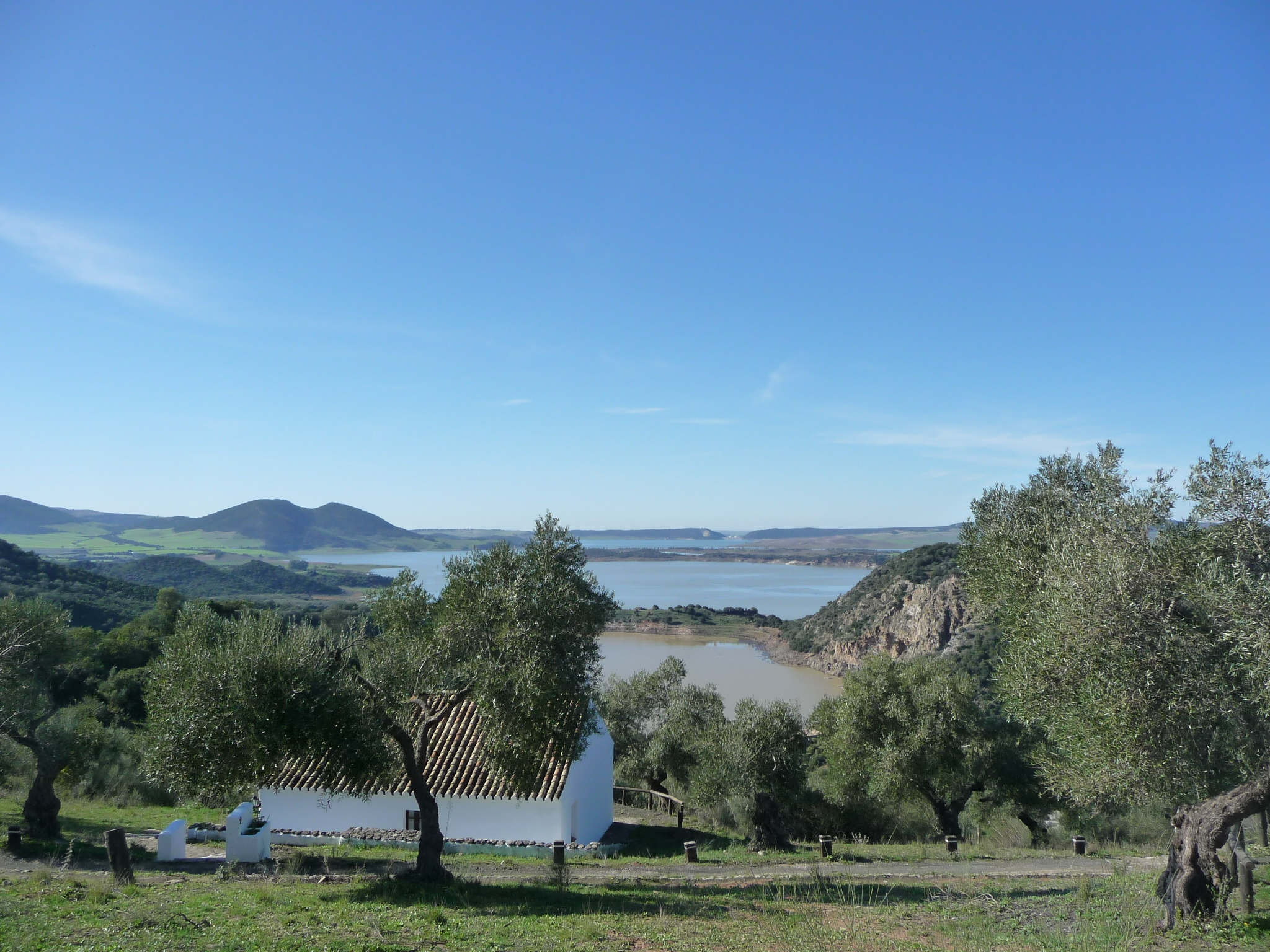
Tajo del Águila

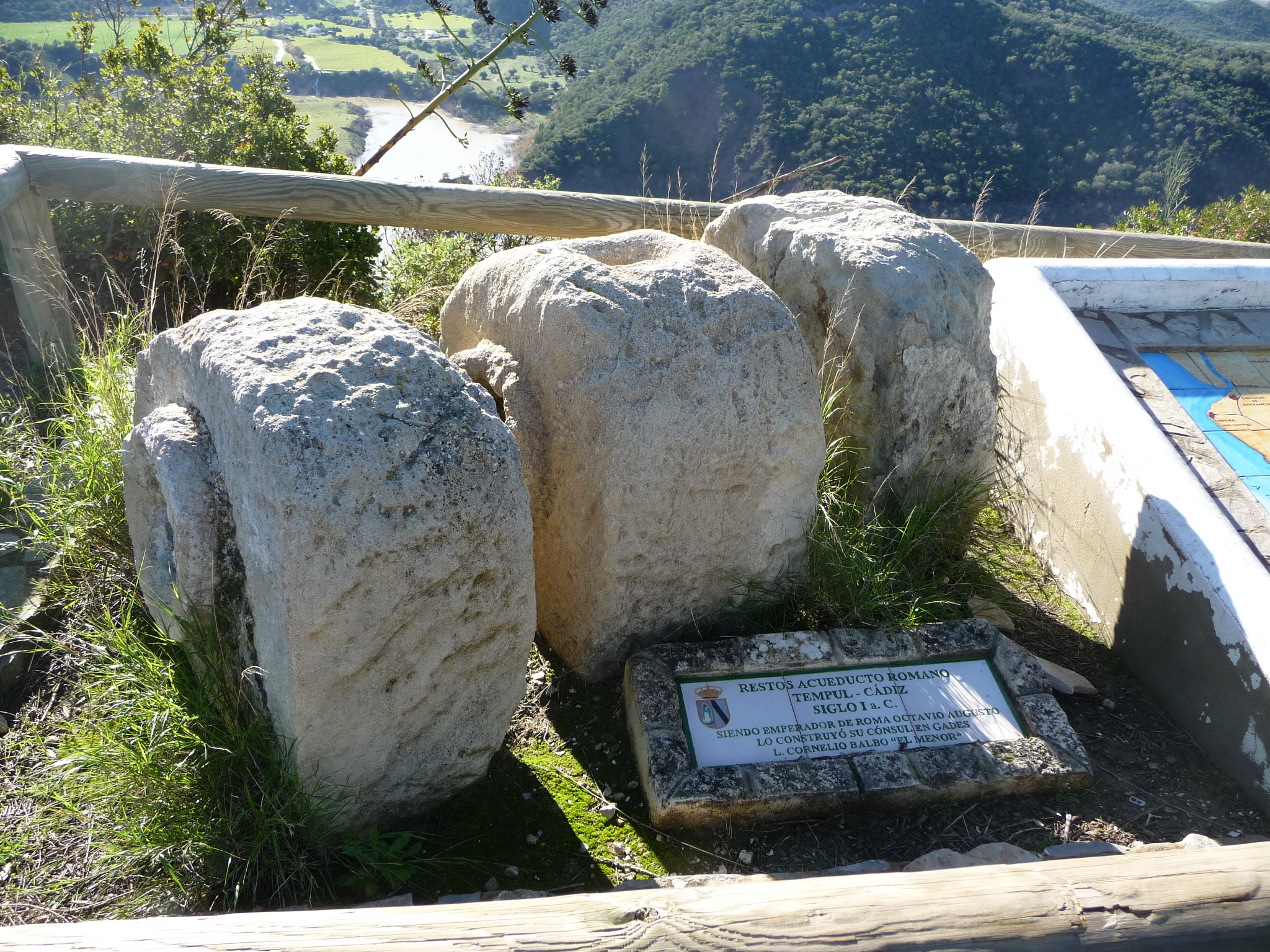
Restos del acueducto romano,

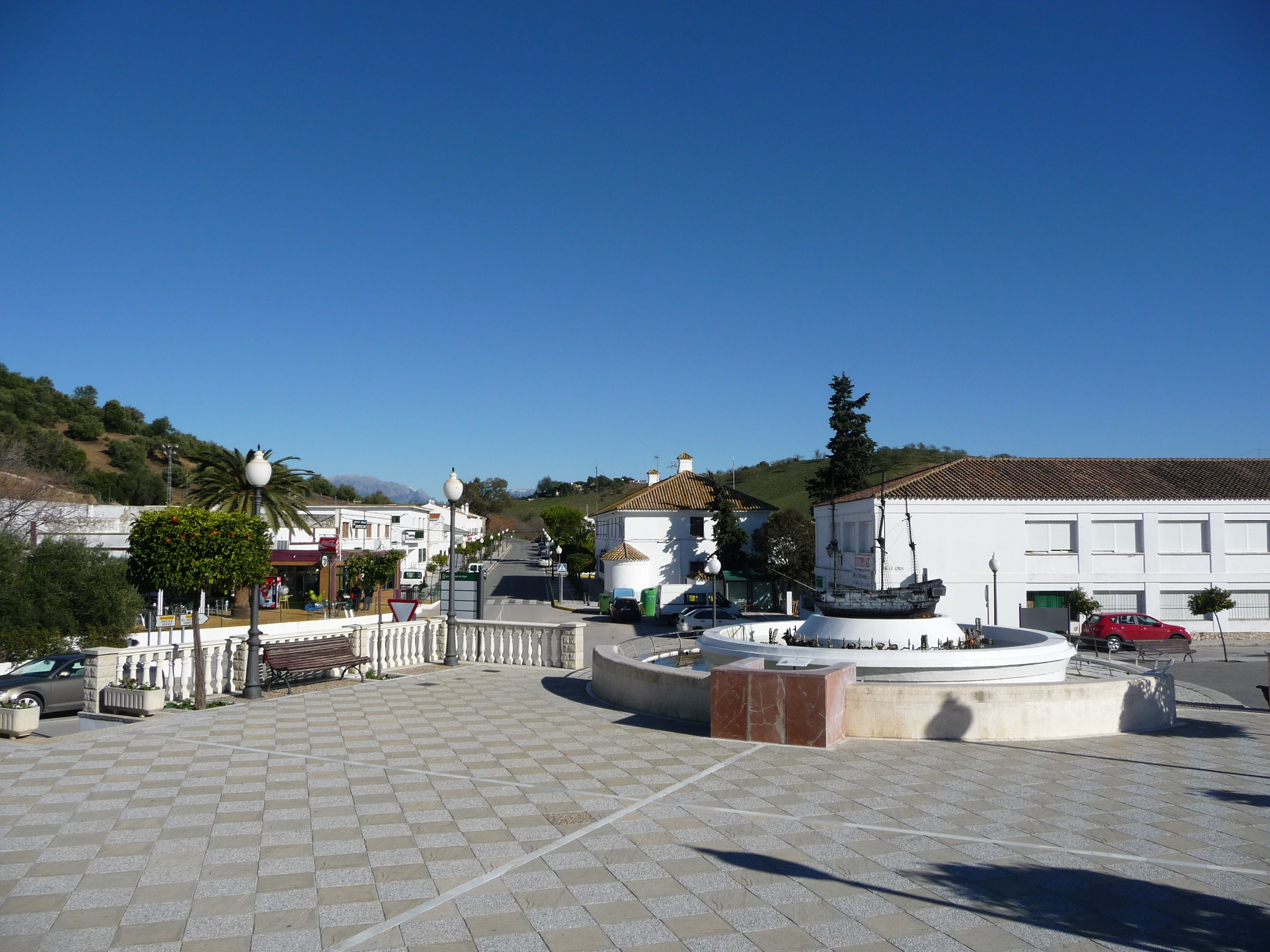
Plaza con monumento a la fundación del pueblo

El pueblo se encuentra en un enclave privilegiado: junto a los Montes de Propio de Jerez, en la entrada al parque natural de Los Alcornocales, y comprende en su término municipal el pantano de Guadalcacín, el nacimiento de Tempul y el Tajo del Águila entre otros recursos naturales.
A finales de septiembre es tradición ir al campo a escuchar la berrea del ciervo.

## Historia
Su historia es sensiblemente distinta a la del resto de poblaciones que la rodean puesto que, a pesar de que aparecen restos humanos desde el Neolítico, el origen de la población es de 1773. La creó el rico comerciante indiano Domingo López de Carvajal, nacido en Santa María de Duancos, Lugo. Arraigado en Galicia, a la muerte de su padre en 1717 emigra a Nueva España (México) donde queda cautivado por el culto a la virgen de Guadalupe del Tepeyac, conocida por los indianos como la Virgen del Tornaviaje ya que su santuario en el cerro del Tepeyac, al norte de la Ciudad de México se convirtió en un popular punto de partida hacia al Puerto de la Vera Cruz para embarcarse a España. Cuenta la leyenda que a su regreso a la península, la nao es azotada por una terrible tormenta en medio de la mar, y él se encomienda a la virgen del Tepeyac, con la promesa de erigir una iglesia en tierras españolas. Y es así que con la riqueza amasada en América, compró unas dehesas en 1757 para posteriormente poblarlas con colonos.

## Demografía
Algar cuenta con una población de 1436 habitantes (INE 2024).
| Gráfica de evolución demográfica de Algar entre 1842 y 2021                                                         |
| |
| Población de derecho según los censos de población del INE Población de hecho según los censos de población del INE |

## Economía
Hoy en día Algar vive de la agricultura, la ganadería, el trabajo de la piel, la madera y el turismo rural.
En 1997, debido a las inundaciones que llenaron el embalse de Guadalcacín el pueblo quedó incomunicado.

### Evolución de la deuda viva municipal
El concepto de deuda viva contempla sólo las deudas con cajas y bancos relativas a créditos financieros, valores de renta fija y préstamos o créditos transferidos a terceros, excluyéndose, por tanto, la deuda comercial.
| Gráfica de evolución de la deuda viva del Ayuntamiento de Algar entre 2008 y 2022                |
|                                                                                                  |
| Deuda viva del Ayuntamiento de Algar, en miles de euros, según datos del Ministerio de Hacienda. |

## Cultura

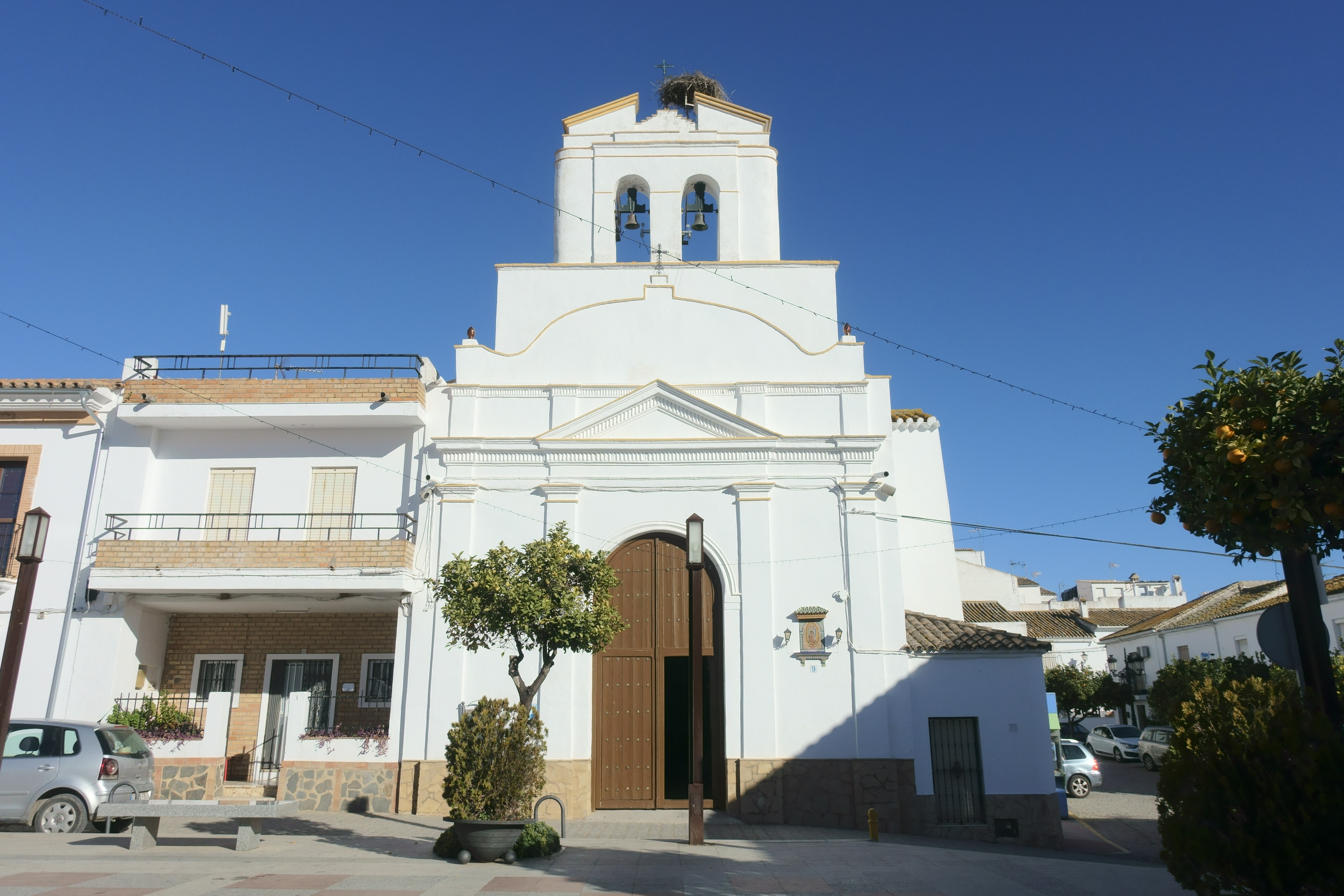
Iglesia de Santa María de Guadalupe

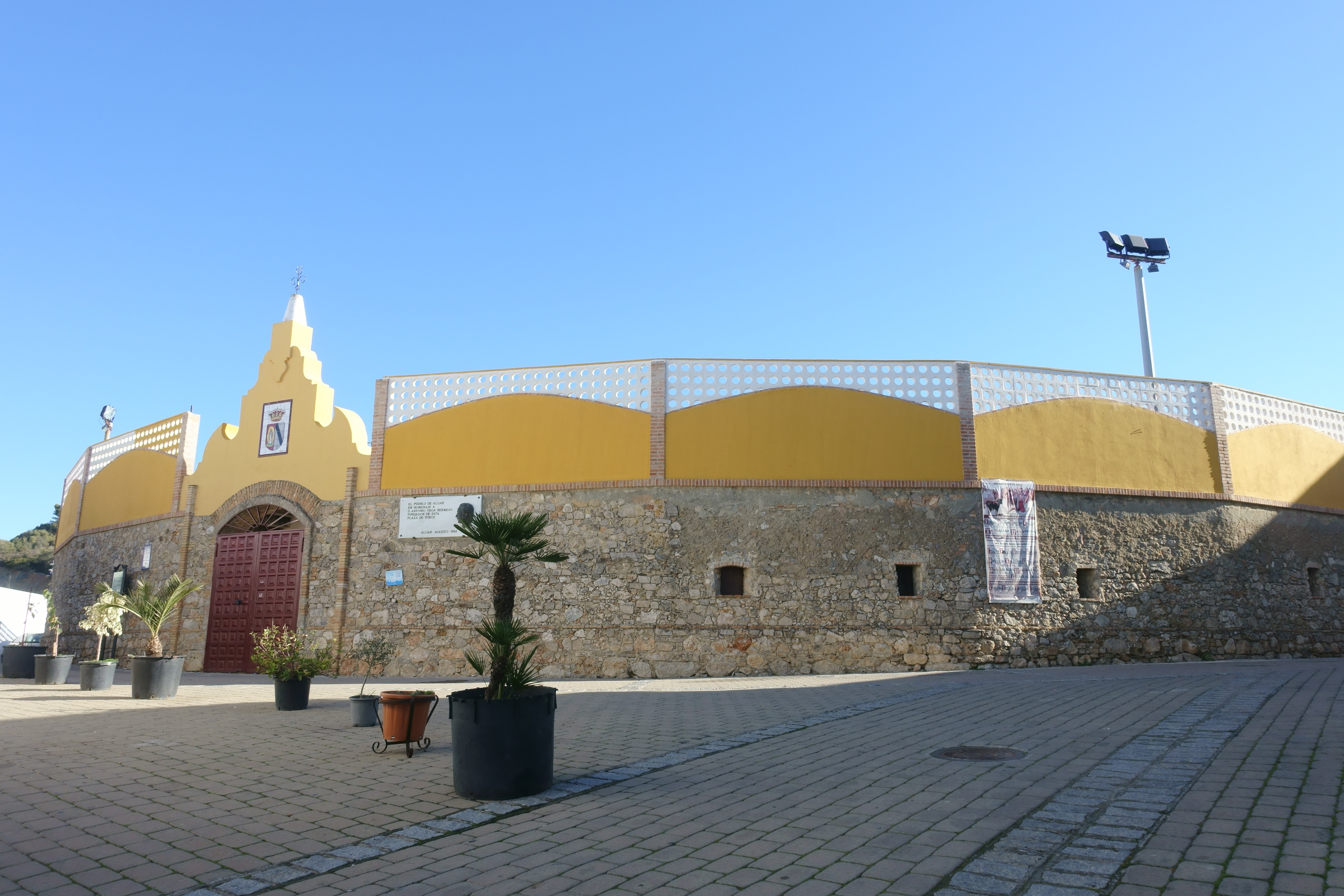
Plaza de toros

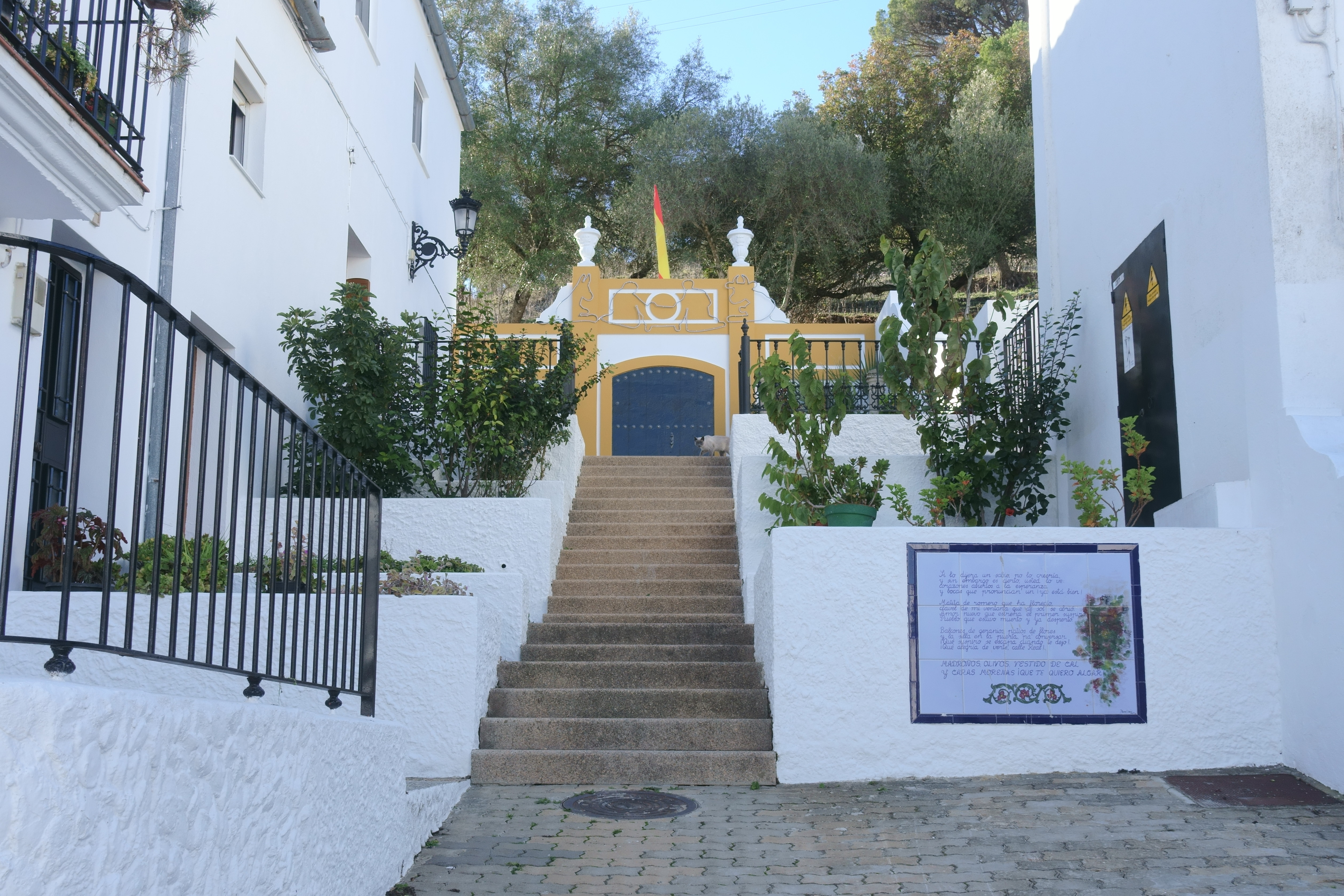
Puerta de Alcalá

### Patrimonio
- Iglesia parroquial de Santa María de Guadalupe.

El Altar Mayor lo preside la Virgen de Guadalupe (patrona de la villa), Virgen de la Inmaculada, San José Obrero y el crucificado.
Seguidas del Nazareno y la Virgen de los Dolores.
En la siguiente capilla presiden el Corazón de Jesús y la Virgen del Sagrado Corazón, hay un crucificado y dos pequeñas imágenes.
Enfrente está el Niño Jesús.
Al lado del niño Jesús se encuentra el cuadro de la Virgen de Guadalupe restaurado del original que fue el que le dieron a Don domingo en México
Y en la última capilla se encuentra la Virgen del Carmen, San Judas Tadeo, San Juan Bautista y el Patrón de la villa San Nicolás.
- Plaza de Toros de Algar.
- Puerta de Alcalá de Algar.
- Castillo de Tempul.
- Castillo de Pedro Lobato.
- Torre de Calduba.

### Fiestas y otras actividades
- Feria de la Primavera

Esta fiesta tradicional se celebra en mayo. Antaño era conocida como Feria del Ganado de Algar.
- La feria en honor a la patrona Santa María de Guadalupe

Se celebra en el mes de septiembre. La procesión discurre por la calle del Ayuntamiento pasando la imagen sobre una alfombra de sal y recuerda el origen mexicano de su fundador.
Actividades: Procesión de la patrona del municipio. Actuación de la banda de música municipal.
- Rally

El rallye, conocido en toda Andalucía y puntuable para el Campeonato Andaluz de Montaña, cuya fecha es normalmente en marzo o abril, se ha hecho con un hueco importante dentro de las fiestas tradicionales del pueblo.
- Romería de San Nicolás

El primer domingo de junio se celebra la romería, en honor al patrón de Algar, San Nicolás, que se le acompaña hasta las 
afueras del pueblo y en pleno campo se pasa el día con competiciones a caballo y juegos de carácter lúdico. 
Destacan las carrozas engalanadas y los caballos, conducidos en caravana hasta el lugar de celebración, "Rancho Morera" 
a unos kilómetros del pueblo. 
Allí se celebra una misa rociera en honor al Patrón y se realizan diversas actividades culinarias, de ocio, de concursos, juegos y pruebas relacionadas con el mundo del caballo, en un día esencialmente de convivencia entre los algareños y sus visitantes.
- Semana Santa

el pueblo saca en procesión por las principales calles de la villa a las imágenes de La Dolorosa, El Cautivo, un Crucificado, Corazón de Jesús.
- Tradicional Alfombra de Sal

Se realiza el día 6 de septiembre por la mañana, en esta actividad participa todo el pueblo y en la puerta del ayuntamiento se hace el escudo de Algar y se pisa el día de la Virgen.
- Recreación Histórica de Algar

Un fin de semana en el que se realizan infinidad de actividades, teatro sobre la fundación del pueblo, bailes mexicanos, ruta de la tapa mexicana, pregón por las calles, decorados...
- Novena a Santa María de Guadalupe

Nueve días en los que se le reza y se le canta a la Virgen, en el [octavo día] se pone a la Virgen en besa mano.
- Rosario de la Aurora

Los días 5, 6 y 7 de septiembre se reza el [Santo Rosario] por la calle, guiada por el estandarte de la virgen y la cruz de guía.
- Pregón de las fiestas patronales

- Fiesta de la Primavera

Se celebra en la Finca La Atalaya, en ese día se hacen muchas actividades en un lugar de la sierra, participan niños y adultos y se ofrece comida para todos y regalos para los niños.
- Cruces de Mayo

En el mes de mayo se hacen cruces con flores por las calles, las hacen las principales asociaciones de mujeres y mayores activos
- Belén Viviente y Navidad

El belén viviente se realiza en la plaza de toros.
La Cabalgata de Reyes se celebra el día cinco de enero por la noche y cuando va a terminar la Cabalgata los Reyes Magos ofrecen oro, incienso y mirras al niño en la iglesia y luego van al ayuntamiento junto a los pajes para entregar regalos a los niños.
- Carnaval de Algar

A finales de marzo es uno de los últimos en celebrarse en Cádiz por lo que el pueblo recibe muchos visitantes, hay premios al mejor disfraz y también carrozas.

### Gastronomía
La gastronomía algareña es variada y rica en recursos naturales. Sus platos se derivan de la caza, los productos autóctonos y la repostería. De la caza mayor, gamo, venado y jabalí; de la menor perdiz, faisán y conejo. El venado se guisa a las finas hierbas y en salsa. También destacan los chicharrones
De la tierra se sancochan tagarninas, se hacen revueltos de espárragos, y estos también con arroz. Los caracoles —gitanillos, cabrillas y burgaos— se hacen con salsa picante; se aliñan aceitunas. Sopas de ajo, de tomate y gazpachos. La repostería es artesanal: roscos de aceite y de huevo, piñonate, tortas de aceite, molletes, pan moreno, carne de membrillo, etc.